# Wolfgang Heimbach

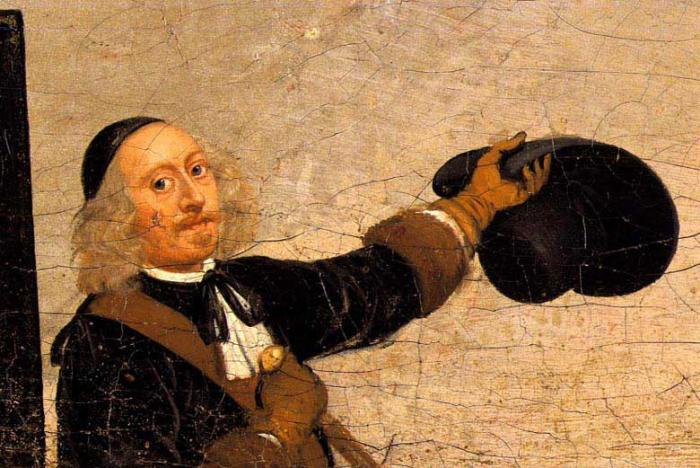
Zelfportret. Detail van een werk voor Frederik III van Denemarken uit 1666.

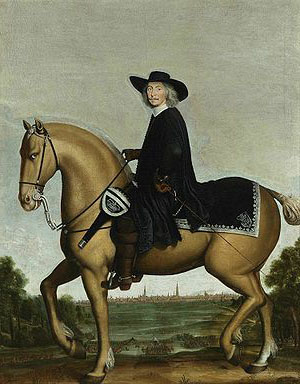
Bommen Berend "voor" de stad Groningen door Wolfgang Heimbach (1674)

Wolfgang Heimbach (Ovelgönne, ca 1615-ca 1678) was een doofstomme Noord-Duitse schilder, die bekend is vanwege zijn feest- en nachtstukken. Hij schilderde ook portretten en genrestukken in de stijl van Pieter Codde en Anthonie Palamedesz.
Heimbach heeft veel gereisd: van Bremen trok naar de Republiek, waar hij waarschijnlijk in opleiding is geweest. Via Zuid-Duitsland kwam hij in 1640 in Wenen terecht. Daar schilderde hij in 1642 Leopold Willem van Oostenrijk. Vanaf 1643 en 1651 werkte hij in Italië. In Rome schilderde hij een portret van paus Innocentius X. Ook Groothertog van Toscane, Ferdinand II de' Medici gaf hem diverse opdrachten. Op de terugweg deed hij opnieuw Wenen aan. In Bohemen trad hij in dienst van Octavio Piccolomini.
Via Oldenburg kwam hij in 1653 in Kopenhagen terecht en werd daar benoemd als hofschilder van Frederik III van Denemarken. In 1670 trad hij in dienst van Christoph Bernhard von Galen. Heimbach werd betrokken bij de verfraaiing van het slot in Coesfeld.